# مارك أوليف
مارك أوليف (بالإنجليزية: Mark Olive)‏ هو طاهي أسترالي، ولد في 1962.